# Šošoni
Šošoni, anglicky Shoshone, jsou severoamerický, indiánský, původně kočovnický národ patřící do juto-aztécké jazykové rodiny. Dělí se na tři hlavní skupiny: Severní Šošony, kteří obývali východ dnešního státu Idaho, západ Wyomingu a severovýchod Utahu. Východní Šošony původně žijící ve Wyomingu, severním Coloradu a Montaně, které však války s Šajeny, Lakoty a dalšími indiánskými kmeny donutily přesídlit okolo roku 1750 dále na jihozápad. A západní Šošony obývající centrální Idaho, severozápadní Utah, Nevadu a Kalifornii.
Po roce 1700 byla část Šošonů dalšími kmeny vytlačena na jih až k řece Arkansas. Tuto skupinu, která vynikala v chovu koní, později Evropané znali jako Komanče.
Nejslavnějším Šošonem je nepochybně náčelník Wash-a-kie, který se zasloužil o přežití svého kmene v krizových časech poloviny devatenáctého století. Nejznámější Šošonkou je Sacagawea, která doprovázela Meriwethera Lewise a Williama Clarka na jejich cestě k Tichému oceánu.
Na počátku 21. století žije něco okolo 12 000 Šošonů v rezervacích v Kalifornii, Idahu, Nevadě, Utahu a Wyomingu.

## Jméno
Šošoni si mezi sebou ve svém jazyce říkali Newe, což znamená „Lidé z údolí“. Pro indiány z Planin byli známí jako Snake (Hadi). Slovo Šošon, odkazující na druh vysoké trávy z které si tito indiáni často stavěli své příbytky, se pro označování lidu Newe patrně rozšířil po výpravě Lewise a Clarka. Později toto jméno přijali za své i samotní indiáni.

## Historie

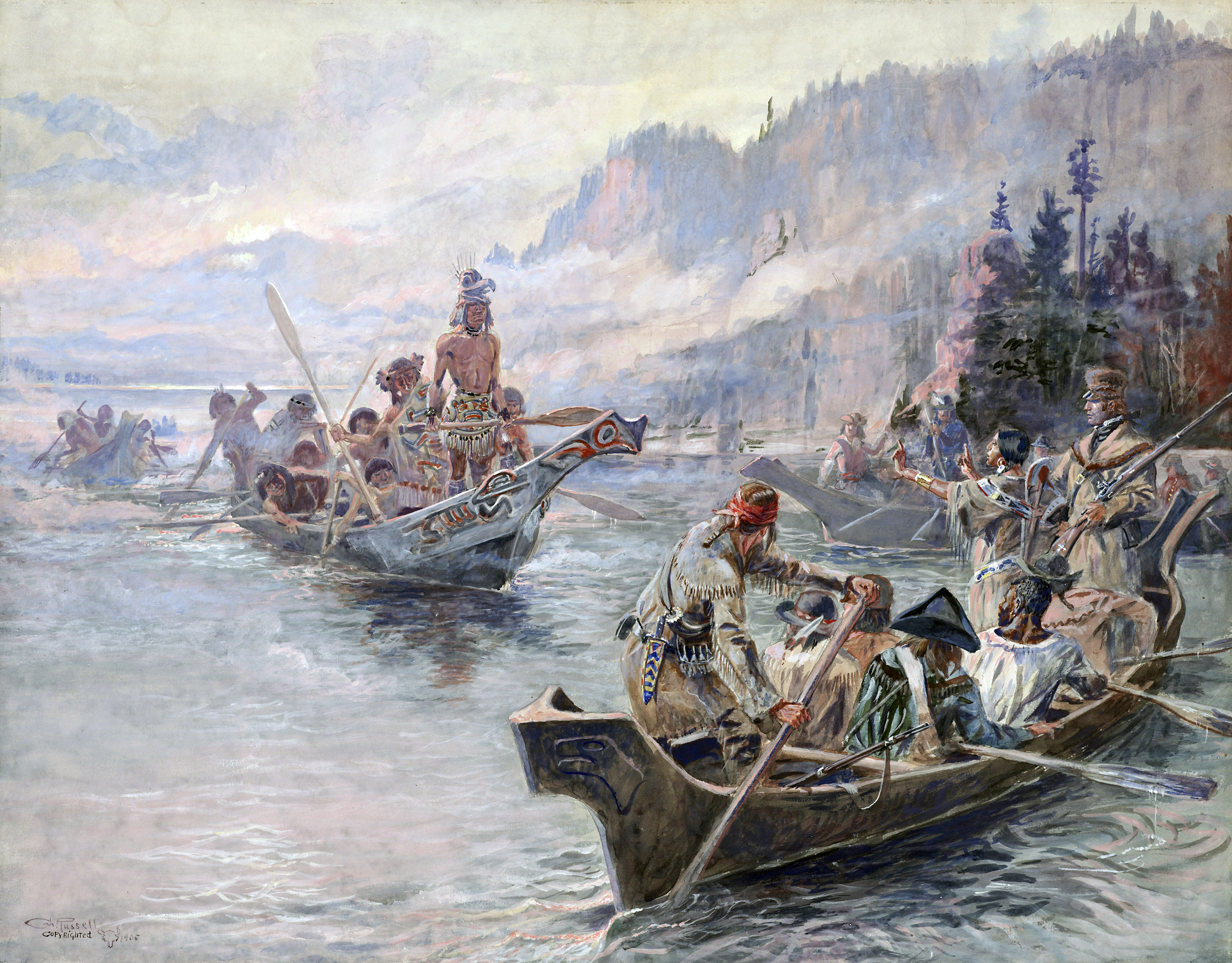
Lewisova a Clarkova expedice na řece Columbia

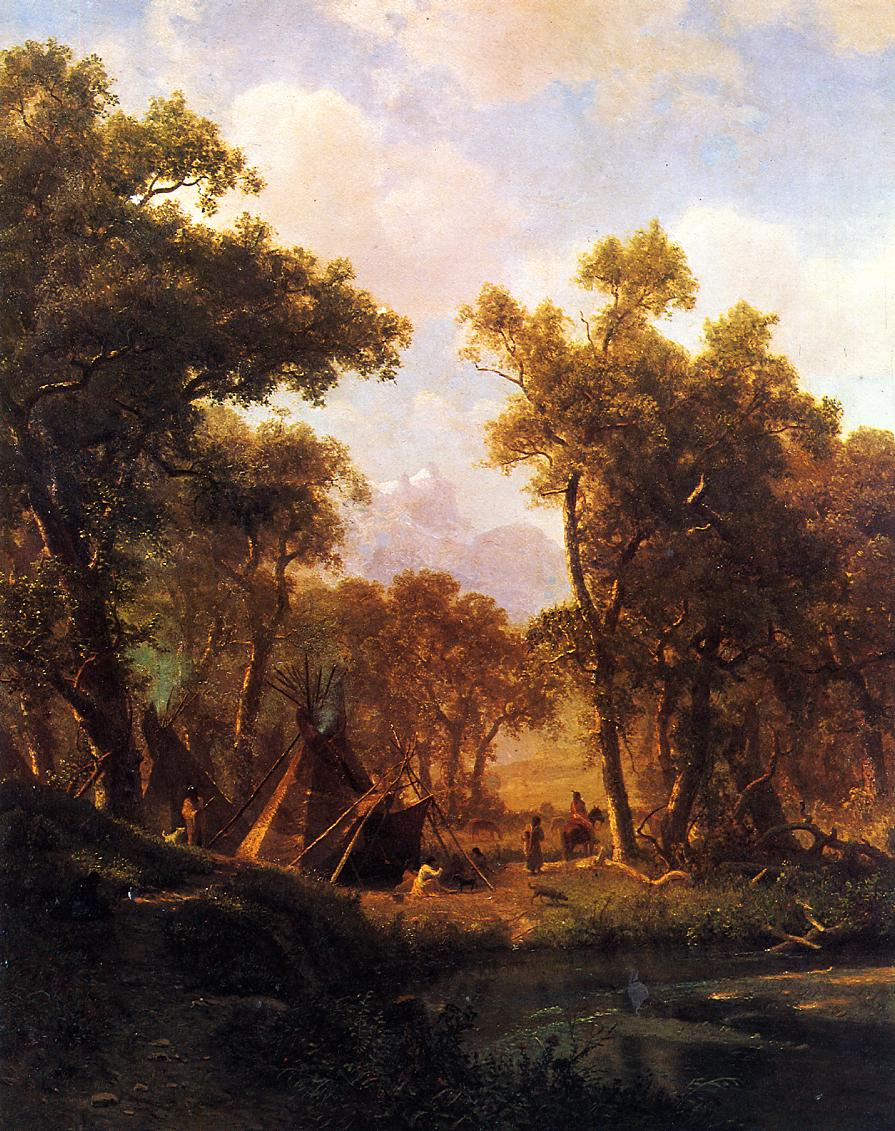
Vesnice Šošonů

Předci Šošonů přešli spolu s ostatními indiány do Severní Ameriky v jediné migrační vlně okolo 12–13 tisíc let př. n. l., kdy za doby ledové klesla hladina světového oceánu a mezi Asií a Severní Amerikou se vytvořila tzv. Beringova šíje. Kmeny Šošonů se usadily na úbočích Skalistých hor a v oblasti Velké pánve, kde se živili lovem menší zvěře a sběrem divokých plodů. Východní větev Šošonů se po roce 1500 pokoušela usadit v severozápadní oblasti Velkých planin, avšak neustálé boje s Šajeny a Lakoty je nakonec donutily stáhnout se do hor směrem na jihozápad. Na přelomu 17. a 18. století se pak část Šošonů vydala na jih od řeky Platta. Španělé tuto odtrhlou šošonskou větev později poznali jako Komanče. S Šošony se na své expedici, která proběhla v letech 1804 až 1806, setkali též cestovatelé Meriwether Lewis a William Clark. Na jejich výpravě k Tichému oceánu jim průvodkyni a tlumočnici dělala Šošonka Sacagawea (Ptačí žena).
Od 50. let 19. století v souvislosti s nově vypuklou vlnou zlaté horečky se na území obývané Šošony začaly hrnout zástupy kolonistů, které indiány zatlačovaly dál na západ. V roce 1845 se populace Šošonů odhadovala na zhruba 4 500. Život indiánů se s přibývajícím proudem bílých kolonistů rychle měnil. Pod vedením náčelníka Wash-a-kie se sjednocené šošonské kmeny spojily s bělochy proti nepřátelským kmenům Černonožců, Šajenů a Siouxů.
Po potyčkách s bělochy v Idahu však došlo 29. ledna 1863 k masakru u Bear River, kde bylo zabito více než 350 Šošonů. Po dalším vyhrocení situace došlo v letech 1864 až 1868 k tzv. Hadí válce, v níž se západní Šošoni spojili s Bannoky proti vládě Spojených států. V roce 1868 byli východní Šošoni usazeni v rezervaci na území kolem řeky Wind River ve Wyomingu. Na stranu svých příbuzných proti vládě USA se Šošoni přidali i v roce 1878 ve válce Bannoků. Na straně armády Spojených států znovu bojovali proti odvěkým nepřátelům Šajenům, Arapahům a Lakotům ve válce v roce 1876. Oblast Velké pánve byla od 70. let pod úplnou kontrolou USA a většina místních indiánů byla donucena se zapojit do námezdné práce či byla závislá na vládě.
V roce 1937 napočítalo Bureau of Indian Affairs 3 650 severních a 1 201 západních Šošonů. V současnosti žije něco přes 12 000 lidí hlásících se k šošonskému etniku. Většina jich žije v rezervacích.

## Kultura

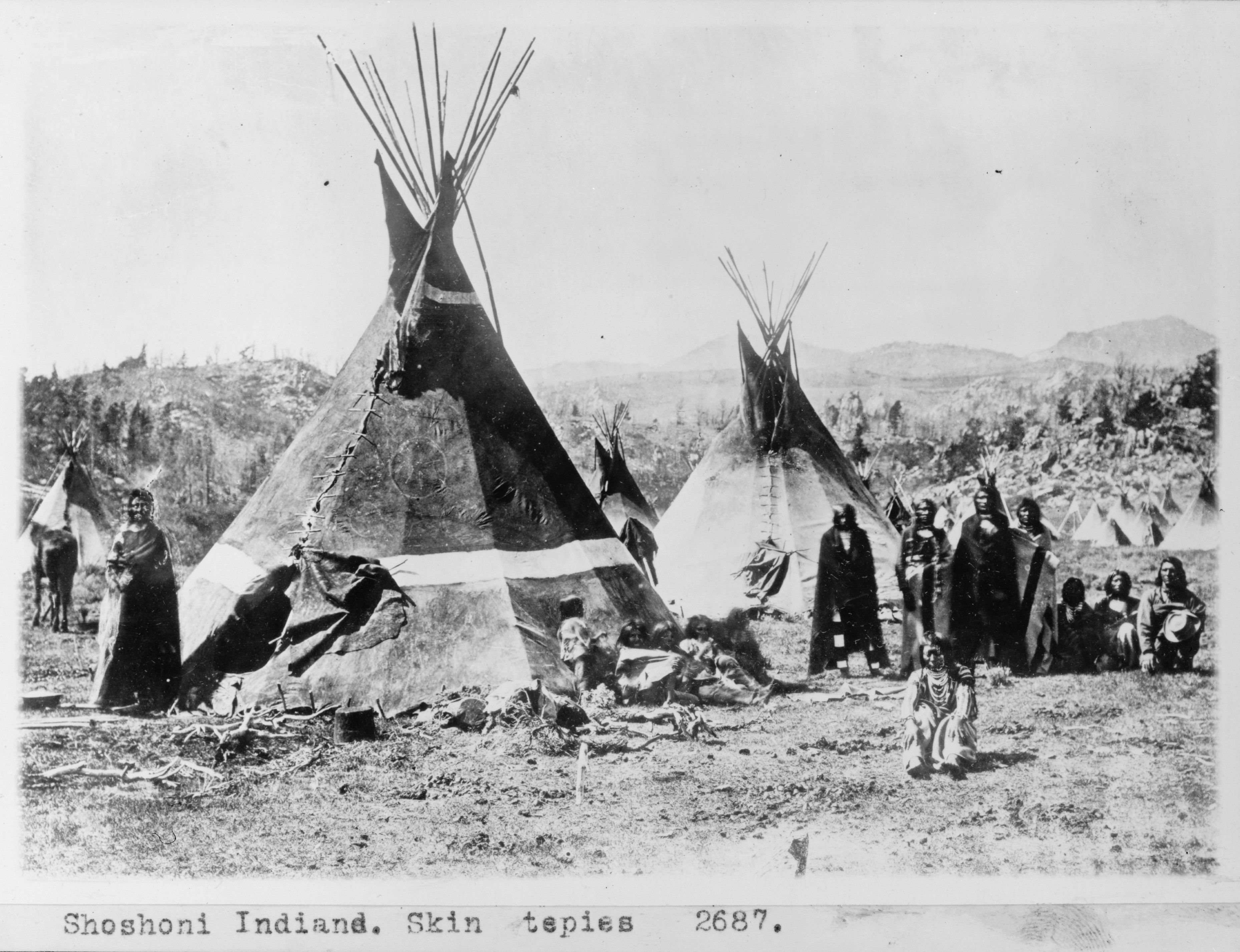
Vesnice Šošonů z roku 1890

Většina příslušníků Šošonů (tedy Severní a Východní) obývala suchou a hornatou oblast Velké pánve a úbočí Skalistých hor. Kvůli neustálému hledání potravy tito indiáni nebudovali stálé vesnice, nýbrž žili kočovným životem v malých roztroušených skupinách. Přístřešky ve svých tábořištích budovali z borovicových větví krytých sušenou trávou nebo kůrou. Mezi složky jejich potravy patřila malá zvěř, oříšky, kořínky, traviny, semínka, v blízkosti řek ryby, ale také hmyz a hadi. Pro nedostatek kožešin z větších zvířat užívali Šošoni z Velké pánve pro zhotovování šatů kůží menší zvěře (králíků, svišťů, ptáků).
Poté, co s příchodem Španělů došlo k znovurozšíření koně po americkém kontinentě, se Šošoni brzy stali jejich výbornými chovateli a do 18. století se velmi rozšířil právě obchod s koňmi. Východní Šošoni, obývající západní okraj Velkých planin, se v kultuře a způsobu života dík koním nejvíce ze všech Šošonů přiblížili prérijním indiánům.
Mezi proslulé řemeslo indiánských kmenů Velké pánve patřilo košíkářství.

## Jazyk
Jazyk šošonů se nazývá šošonština. Dnes touto řečí dokáže plynně hovořit jen několik stovek lidí.

## Známí Šošoni

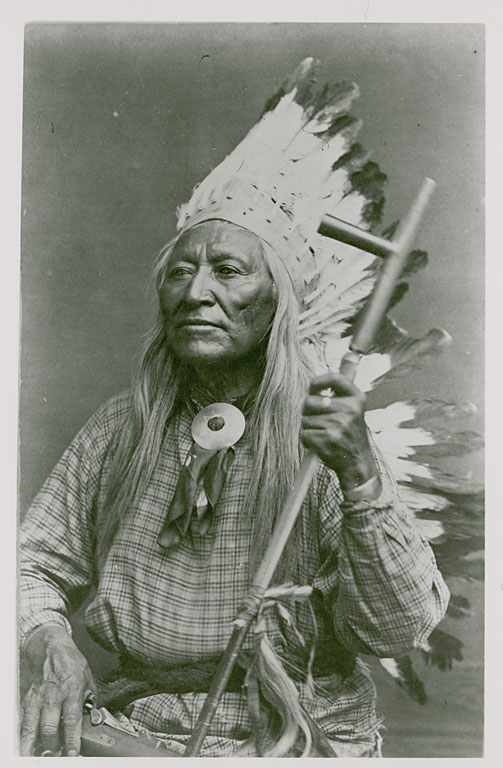
Fotografie šošonského náčelníka Washakieho

- Wash-a-kie
- Sacagawea